# Slavětín nad Metují
Slavětín nad Metují (deutsch Slawietin an der Mettau) ist eine Gemeinde in Tschechien. Sie liegt fünf Kilometer südwestlich von Nové Město nad Metují und gehört zum Okres Náchod.

## Geographie
Slavětín nad Metují befindet sich linksseitig des Flusses Metuje (Mettau). Nachbarorte sind Velká Jesenice und Doubravice im Norden, Nahořany und Černčice im Nordosten, Bohuslavice und Pohoři im Südosten, Roheničky und Rohenice im Süden, Jasenná und Starý Ples im Westen.

## Geschichte
Slavětín nad Metují wurde erstmals 1495 schriftlich erwähnt. Es gehörte zunächst zur Herrschaft Veselice (Wesselitz), danach zur Herrschaft Nové Město nad Metují und später zur Herrschaft Opočno. Ein kleinerer Anteil gehörte zeitweise zur Herrschaft Žamberk. Ende des 18. Jahrhunderts wurde das benachbarte Dorf Hlohov (früher: Lochov) nach Slavětín nad Metují eingemeindet.
Seit 1750 erhielten die Kinder Schulunterricht in wechselnden Unterkünften. 1895 wurde ein neues Schulgebäude errichtet, in dem bis 1965 Unterricht stattfand. Seit dem Schuljahr 1965 besuchen die Kinder die Grundschule in České Meziříčí. Das ehemalige Schulhaus dient seit dieser Zeit als Gemeindeamt und -bücherei.

## Ortsteile
Für die Gemeinde Slavětín nad Metují sind keine Ortsteile ausgewiesen.

## Sehenswürdigkeiten
- Die dem Fest Mariä Heimsuchung geweihte Kapelle wurde 1887 errichtet.

## Persönlichkeiten
- Václav Dašek (1887–1970), tschechischer Bauingenieur und Ingenieurwissenschaftler